# Boarmia aganopa
Boarmia aganopa là một loài bướm đêm trong họ Geometridae.